# Apalis jacksoni
Apalis jacksoni е вид птица от семейство Cisticolidae.

## Разпространение
Видът е разпространен в Ангола, Бурунди, Камерун, Централноафриканската република, Демократична република Конго, Република Конго, Екваториална Гвинея, Габон, Кения, Нигерия, Руанда, Южен Судан, Судан, Танзания и Уганда.